# Видјадар Сураџпрасад Најпол
Сер Видјадар Сураџпрасад Најпол (енгл. V. S. Naipaul; Чагуанас, 17. август 1932 — Лондон, 11. август 2018), британски књижевник индијског порекла.
Најпол је рођен 17. августа 1932. године у Тринидаду као дете имиграната из северне Индије. На Тринидаду је живео до своје осамнаесте године, а онда се, као стипендиста оксфордског универзитета, 1950. године сели у Енглеску где студира енглески језик и књижевност. Након студија запошљава се као новинар Би Би Сија, али се касније потпуно посвећује писању романа и есеја. Најпол је живео и радио у Вилтширу, Енглеска.

## Награде
За роман "У слободној држави" (1971) добио је британску књижевну награду Booker Prize, а 2001. године одликован је и Нобеловом наградом за књижевност ”... због тога што је остварио уједињену перспективу наративног и неподмитљивог помног истраживања у раду који нас подстиче да видимо присутност потиснутих историја”, што су биле речи представника шведске Нобелове Скупштине Ханса Јорнвала.

## Дела
- Мистични масер (The Mystic Masseur), 1957.
- Елвирине патње, 1958.
- Улица Мигел, 1959.
- Кућа за господина Бисваса (A House for Mr. Biswas), 1961.
- Средишњи пролаз (The Middle Passage), 1962.
- Подручје таме (An Area of Darkness), 1964.
- Мимичари (The Mimic Men), 1967
- У слободној држави (In a Free State), 1971.
- Герилци (Guerrillas), 1975.
- Међу верницима (Among the Believers), 1981.
- Загонетка доласка (The Enigma of Arrival), 1987.
- Иза веровања (Beyond Belief), 1998.
- Пола живота (Half a Life), 2001.